# Кумановска галерия за икони
Кумановската галерия за икони (на македонска литературна норма: Кумановска галерија на икони) е музей в Република Македония, разположен в църквата „Свети Никола“ в центъра на Куманово.
Галерията е разположена на етажа в църквата. Отворена е през януари 2001 година по повод 150-годишнината от изграждането на сградата. В нея се намират много икони от отдалечени църкви и манастири в Кумановския край, които са запуснати – Забелския манастир (Република Македония), Карпинския манастир, Градищкия манастир, „Свети Георги“ в Младо Нагоричане, „Свети Никола“ в Павлешенци, „Свети Йоан Обсечен“ в Режановце, „Свети Спас“ в Довезенци, „Свети Илия“ в Никуляне, „Свети Никола“ в Колицко, „Свети Илия“ в Живине, „Света Параскева“ в Мургаш и „Света Петка“ в Пезово. Има и икони от кумановските „Свети Никола“ и „Света Троица“. Иконите са от периода XVI - XIX век. Сред авторите са живописци като Дичо Зограф, Вено Костов, Зафир Василков, Димитър Папрадишки, Йосиф Мажовски и хаджи Коста Кръстев.
- Икони от „Света Петка“ в Пезово
- „Архангел Михаил“, първа четвърт на XIX век, дърво и темпера
- „Света Петка“, първа четвърт на XIX век, дърво и темпера
- „Света Петка“, 1898, Йосиф Мажовски

- Икони на Хаджи Костадин от църквата „Света Параскева“ в Мургаш, 1842 г.
- „Свети Николай“, дърво и темпера
- „Свети Георги“, дърво и темпера
- „Света Петка“, дърво и темпера
- „Свети Теодор Тирон“

- Икони от църквата „Свети Георги“ в Младо Нагоричане, дело на Вено Костов
- „Кръщение Христово“, 1866/8 г., дар от Стаменко Ракиджия, дърво и темпера
- „Рождество Христово“, 1860-те, дар от Димитър и децата му, дърво и темпера
- „Свети 40 мъченици“, 1868 г., дар от Денко Спасин, дърво и темпера
- „Свети Никола“, втората половина на XIX век, дърво и темпера

- Икони от различни църкви
- Икона на Свети Николай от „Свети Никола“ в Колицко, втора половина на XIX век, дърво и темпера
- Икона на Свети Симеон Стълпник от „Свети Никола“ в Колицко, втора половина на XIX век, дърво и темпера
- Икона на Свети Николай от „Свети Илия“ в Живине, втора половина на XIX век
- Икона на Свети Илия от „Свети Илия“ в Никуляне, 1898, Йосиф Мажовски, дърво и темпера